# 袁家镇
袁家镇原属湖南省嘉禾县下辖乡镇；2012年4月合并泮头乡。以原泮头乡、袁家镇的行政区域为新设袁家镇的行政区域，袁家镇辖24个建制村、4个居委会，总面积52.41平方公里，总人口3.18万人，镇政府驻上袁家（原袁家镇政府驻地）。

## 行政区划
- 袁家镇下辖袁家社区、袁家煤矿社区、西河村、张家村、小元冲村、袁家村、上洞庄村、桐井村、行村、大兴村、田岗头村、湾村、莲塘村、东溪村、大岭村共计13行政村和2社区。
- 合并前的原泮头乡下辖泮头社区、铁炉下社区、筹下村、小街田村、麻冲村、渣林村、水尾村、禾汾村、泮头村、草塘村、跃进村、乌塘村、双罗村共计11行政村和2社区。